# Ернст Кристоф фон Харах-Рорау-Танхаузен
Ернст Кристоф Йозеф Йохан Непомук Франц Ксавер Винценц Ферериус фон Харах-Рорау-Танхаузен (на немски: Ernst Christoph Joseph Johann Nepomuk Franz Xaver Vincenz Ferrerius von Harrach zu Rohrau und Thannhausen; * 29 май 1757, Виена; † 14 декември 1838, Виена) от старата австрийска фамилия фон Харах, е граф на Харах-Рорау и Танхаузен (в Щирия), императорски и кралски кемерер.

## Произход
Той е вторият син на граф Ернст Гуидо фон Харах-Рорау-Танхаузен (1723 – 1783) и съпругата му графиня Мария Йозефа Анна Барбара фон Дитрихщайн-Николсбург (1736 – 1799), дъщеря на 6. княз Карл Максимилиан фон Дитрихщайн (1702 – 1784) и графиня Мария Анна Йозефа фон Кефенхюлер-Айхелберг (1705 – 1764). Внук е на дипломата граф Фридрих Август фон Харах-Рорау (1696 – 1749) и принцеса Мария Елеонора Каролина фон Лихтенщайн (1703 – 1757). Брат е на граф Йохан Непомук Ернст (1756 – 1829), Др. Карл Боромеус фон Харах-Рорау и Танхаузен (1761 – 1829) и граф Фердинанд Йозеф фон Харах-Рорау и Танхаузен (1763 – 1841).
- Дворец Рорау в Долна Австрия
- Дворец Танхаузен в Щирия

## Фамилия
Ернст Кристоф се жени на 2 юли 1794 г. във Виена за графиня Мария Терезия Йозефа Анна Франциска Ксаверия Кристина фон Дитрихщайн-Николсбург-Прозкау (* 24 юли 1771, Виена; † 21 януари 1851, Виена), дъщеря на Франц де Паула фон Дитрихщайн (1731 – 1813) и фрайин Мария Каролина фон Райшах (1740 – 1782). Те имат децата:
- Йохан Непомук фон Харах-Рорау и Танхаузен (* 21 април 1795; † 5 август 1800)
- Мария Терезия фон Харах-Рорау и Танхаузен (* 6 юли 1798; † 15 юни 1817)
- Франц Ернст фон Харах-Рорау-Танхаузен (* 13 декември 1799, Виена; † 26 февруари 1884, Ница), рицар на Орден на Златното руно (1862), женен на 29 май 1827 г. във Виена за принцеса Анна Лобковиц (* 22 януари 1809, Виена; † 25 октомври 1881, Ашах на Дунав); имат четири деца